# 코레오 시퀀스
코레오 시퀀스는 모든 국제 대회에서 피겨스케이팅의 필수 구성요소이다. 싱글 스케이팅과 페어 스케이팅의 프리 스케이팅 프로그램 중에는 "최대 1" 코레오 시퀀스가 필요하다. 
ISU에 따르면 주니어 및 시니어 싱글 스케이팅 선수를 위한 코레오 시퀀스는 "스텝, 회전, 스파이럴, 아라베스크, 스프레드 이글, 이나 바우어, 하이브로블레이딩, 최대 2회전 점프, 스핀과 같은 모든 종류의 동작으로 구성된다." (주니어 및 시니어 페어 스케이팅 팀에 동일한 구성요소가 필요하다.) 